# 魔法使いの妹子
『魔法使いの妹子』（まほうつかいのでし）は、1985年に帝国ソフトが開発し、1986年に市販ソフトとして九十九電機から発売されたコンピュータゲーム。

## 概要
1985年、同人ソフトサークル帝国ソフトが開発した同名ゲームを1986年に九十九電機より市販ゲームソフトとして販売されたもの。作者は笛有洋成。CGデザインは『カオスエンジェルズ』を手がけたY人こと上野健司。当ソフトは当時のパソコン用同人ソフトとしては「まじゃべんちゃー」シリーズに並ぶ知名度であった。なお九十九電機は当ソフト販売以降、オリジナルブランドによるゲームソフト販売を事実上撤退している。

## ゲーム内容
マルチエンディング型のCGアドベンチャーである。

## ハイブリッド
当ソフトの5インチFD版には、PC-8801、FM-7兼用になっており、異なるアーキティクチャの機種のプログラムが同じフロッピーディスクで起動するようになっている。